# HD 188753

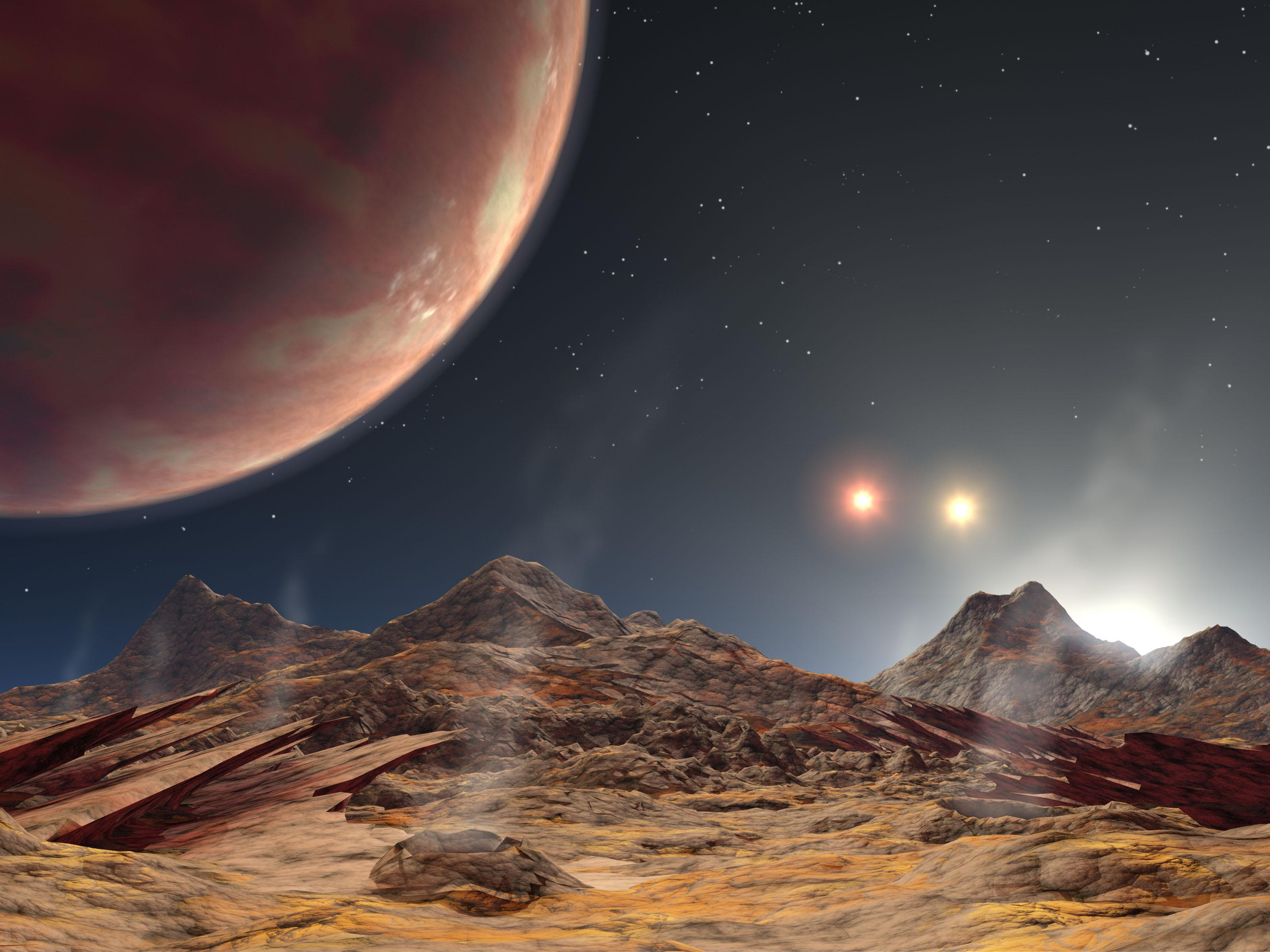
HD 188753 Ab에서 바라본 항성계의 상상도. 세 개의 태양이 떠 있다.

HD 188753은 백조자리에 있는 삼중성계로 지구에서 약 151광년 떨어져 있다. 이 항성계는 다른 이름으로 ADS 13125, Ho 581, BD+41°3535, HIP 98001, WDS 19550+4152로 불린다. 이 항성계는 삼중성계 중 외계 행성이 최초로 발견된 사례이기도 하다. 행성의 이름은 HD 188753 Ab로, 2005년 폴란드의 천문학자 매치 코나츠키가 발견했다.

## 구조
주성 HD 188753 A는 태양 질량의 1.06배로 G형 주계열성이다. 분광형은 G0V로 추측된다. 반성인 B와 C는 분광형이 각각 K0와 M2이다. 이들은 질량 중심을 156일 주기로 공전하면서, A를 다시 25.7년 주기로 공전한다.
A와 B, C의 거리는 대략 태양-토성과 태양-천왕성 중간 거리인 12.3천문단위이다. 이들 세 별의 질량을 모두 합하면 태양질량의 1.63배이며 궤도 이심률은 0.5이다.

## 행성계
2005년 폴란드 천문학자 매치 코나츠키는 HD 188753의 가장 밝은 주성 A 주위를 공전하는 행성 HD 188753 Ab를 발견했다. 그러나 다른 천문학자 에겐베르거(Eggenberger)는 이 발견에 이의를 제기했다.
이 행성은 목성보다 최소 14퍼센트 질량이 크며, 주성을 3.3일(80시간) 주기로 공전한다. 주성과의 거리는 800만 킬로미터로 이는 지구와 태양 거리의 20분의 1에 불과하다. 매우 가깝기 때문에 어머니 항성에서 받은 열기로 대기는 부풀어 올라, 목성 지름보다 20퍼센트 더 클 것으로 추측하고 있다.
| 동반천체 (항성에서 가까운 순서) | 질량 (MJ)   | 공전주기 (일)   | 공전궤도 반지름 (천문 단위) | 이심률 |
| ------------------------------- | ----------- | --------------- | --------------------------- | ------ |
| b                               | >1.14 ± 0.1 | 3.3481 ± 0.0009 | 0.0446 ± 0.001              | 0.00   |

## 같이 보기
- 항성계
- 다중성